# Dyskoteka Pana Jacka
Dyskoteka Pana Jacka (czyt. dżeka) – albumy muzyczne (wydane na longplayach, kasetach magnetofonowych i płytach CD)  oraz seria koncertów, organizowanych w latach 80. i 90. przez Jacka Cygana. Początki Dyskoteki stanowił blok w niedzielnym porannym programie dziecięcym Teleranek.
W całość zaangażowanych było wielu dziecięcych, młodzieżowych i dorosłych wykonawców, m.in. Majka Jeżowska, Magda Fronczewska, Krzysztof Antkowiak, Anna Jurksztowicz, zespoły Papa Dance oraz Tintilo i inni. Głównym prowadzącym koncerty był Jacek Cygan.

## Albumy

### Dyskoteka Pana Jacka
1. Dyskoteka Pana Jacka (wyk. Majka Jeżowska, Jacek Cygan, Magda Fronczewska, Kasia Fronczewska oraz gościnnie zapowiada Marek Niedźwiecki)
2. ABC Przygody (wyk. Seweryn Krajewski i Sebastian Krajewski)
3. Ufo jest krasnalem naszych dni (wyk. Seweryn Krajewski)
4. Za mały (wyk. Krzysztof Antkowiak)
5. Przyjaciel wie (wyk. Krzysztof Antkowiak i Jarosław Bułka)
6. Zamień się ze mną na marzenia (wyk. Stanisław Sojka i Krzysztof Antkowiak)
7. Rysunki dla Jakuba (wyk. Stanisław Sojka)
8. Na dzień dobry jestem dobry (wyk. Papa Dance i Tadeusz Broś)
9. Złudzenia telelenia (wyk. Papa Dance)
10. Afera (wyk. Piotr Fronczewski)
11. Pomidor (wyk. Mieczysław Szcześniak)
12. Kołysanka dla naszej Basi (wyk. Jerzy Filar)
13. Finał w krainie przygody (wyk. Seweryn Krajewski i Sebastian Krajewski)

### Dyskoteka Pana Jacka II
1. Dyskoteka Pana Jacka... z dreszczykiem (wyk. Majka Jeżowska, Magda Fronczewska, Kasia Fronczewska i Tom Logan)
2. Myszka widziała ostatnia (wyk. Magda Fronczewska)
3. Zdrowie mamy, zdrowie taty (wyk. Joanna Łosowska)
4. Ostra panienka (wyk. Anna Stawieraj)
5. Dłonie (wyk. Majka Jeżowska, Magda Fronczewska, Kasia Fronczewska, Anna Stawieraj, Marta Połaska, Krzysztof Antkowiak)
6. Bez porównania (wyk. Majka Jeżowska, Magda Fronczewska, Kasia Fronczewska)
7. Kosmiczne disco (wyk. Papa Dance)
8. Zakazany owoc (wyk. Krzysztof Antkowiak)
9. To pociągi grają sambę (wyk. Jerzy Filar)
10. Te kartki były kiedyś białe (Pa...) (wyk. Majka Jeżowska)

### Dyskoteka Pana Jacka III
1. Dżingiel Dyskoteki Pana Jacka
2. Cyfry (wyk. Katarzyna Zdulska)
3. Lubię echo (wyk. Anna Jurksztowicz)
4. Jak Robin Hood (wyk. Krzysztof Antkowiak)
5. Bizneswoman (wyk. Karolina Gruszka)
6. Dłonie II (wyk. Anna Stawieraj, Katarzyna Zdulska, Krzysztof Antkowiak, Paweł Stasiak)
7. Graj w tenisa (wyk. A. Gruszka, Karolina Gruszka)
8. Mały biznesmen (wyk. M. Piotrowski)
9. Skajlajt (wyk. Paweł Stasiak)
10. Szkolny blues (wyk. Anna Stawieraj)
11. Dłonie (wyk. Anna Jurksztowicz, Anna Stawieraj, Katarzyna Zdulska, Krzysztof Antkowiak, Paweł Stasiak)
12. Piosenka o Basi (wyk. Jacek Wójcicki)